# Ка Бози (Модена)
Ка Бози (итал. Ca' Bosi) је насеље у Италији у округу Модена, региону Емилија-Ромања.
Према процени из 2011. у насељу је живело 251 становника. Насеље се налази на надморској висини од 768 м.